# Воя (приток Вятки)
Воя — река в Кировской области России, левый приток Вятки (бассейн Волги). Длина реки — 174 км. Площадь водосборного бассейна — 2910 км².
Берёт начало на северной окраине села Верховойского Богородского района Кировской области. Устье реки находится в 300 км по левому берегу реки Вятка.
На реке стоит город Нолинск.
Русло реки умеренно извилистое, шириной в верхнем течении до 15 м, в среднем и нижнем — 45 м. Глубина реки на перекатах — 0,2-1,0 м, на плёсах — 6 м. Скорость течения — 0,1−1,0 м/с. В среднем и нижнем течении река принимает типично равнинный характер.
Дно песчано-илистое, на перекатах песчано-галечниковое. Начало ледостава в среднем 12 ноября. Продолжительность ледостава — 121—179 суток. Наивысший подъём уровня воды на реке Воя в половодье достигает четырёх метров в верхнем течении и шести на приустьевом участке. Продолжительность половодья составляет около 40 дней.

## Притоки

Бассейн Вятки

Основные притоки (место впадения от устья):
- Ошлань (143 км) — правый
- Курчум (134 км) — правый
- Опан (114 км) — правый
- Суна (110 км) — правый
- Вома (104 км) — левый
- Кырчанка (69 км) — правый
- Ноля (32 км) — правый

## Данные водного реестра
По данным государственного водного реестра России относится к Камскому бассейновому округу, водохозяйственный участок реки — Вятка от города Котельнич до водомерного поста посёлка городского типа Аркуль, речной подбассейн реки — Вятка. Речной бассейн реки — Кама.
Код объекта в государственном водном реестре — 10010300412111100037884.